# The Prime Time of Your Life
Singles de Daft Punk
Human After All
(2005) Harder, Better, Faster, Stronger (Alive 2007)
(2007)
Pistes de Human After All
Human After All Robot Rock
The Prime Time of Your Life est une chanson du groupe de musique électronique français Daft Punk.
Deuxième plage de l'album Human After All et caractérisée par ses voix vocodées et son accélération, elle fit l'objet d'une sortie comme single en 2006.
Elle a fait l'objet d'un clip vidéo, dirigé par Tony Gardner.

## Liste des pistes
CD
1. Prime Time of Your Life — 4:23
2. Prime Time of Your Life (Para One Remix) — 3:48
3. The Brainwasher (Erol Alkan's Horrorhouse Dub) — 6:01
4. Technologic (Digitalism's Highway to Paris Remix) — 5:58

12"
1. Prime Time of Your Life (Para One Remix) — 3:48
2. The Brainwasher (Erol Alkan's Horrorhouse Dub) — 6:01